# Platypalpus fenestella
Platypalpus fenestella är en tvåvingeart som beskrevs av Nikolai Vasilevich Kovalev 1971. Platypalpus fenestella ingår i släktet Platypalpus och familjen puckeldansflugor. Arten har ej påträffats i Sverige. Inga underarter finns listade i Catalogue of Life.